# Agenzia dell'Unione europea per la cooperazione nell'attività di contrasto
L'Agenzia dell'Unione europea per la cooperazione nell'attività di contrasto, nota anche come Europol, (contrazione da European Police Office) è un'agenzia dell'Unione europea finalizzata alla lotta al crimine nel territorio degli Stati membri dell'Unione europea, divenuta operativa il 1º luglio 1999. 

## Funzioni e attività
La sede dell'organismo è all'Aia e il suo obiettivo è migliorare l'efficienza dei servizi competenti degli Stati membri e la loro cooperazione in settori sempre più numerosi:
- la prevenzione e la lotta contro il terrorismo;
- il traffico illecito di stupefacenti;
- la tratta di esseri umani;
- le reti d'immigrazione clandestina;
- il traffico illecito di materie radioattive e nucleari;
- il traffico illecito di autoveicoli;
- la lotta contro la falsificazione dell'euro;
- il riciclaggio dei proventi di attività criminali internazionali.

L'Europol ha le seguenti funzioni prioritarie:
- agevolare lo scambio di informazioni fra gli Stati membri;
- raccogliere e analizzare le informazioni e le segnalazioni;
- comunicare ai servizi competenti degli Stati membri le informazioni che li riguardano e informarli immediatamente dei collegamenti constatati fra fatti delittuosi;
- facilitare le indagini negli Stati membri;
- gestire raccolte informatizzate di informazioni.[3]

Ogni Stato membro costituisce o designa un'unità nazionale incaricata di svolgere le funzioni sopra descritte. L'unità nazionale, che è l'unico organo di collegamento fra l'Europol e i servizi nazionali competenti, invia all'Europol almeno un ufficiale di collegamento, incaricato di difendere gli interessi della sua unità nazionale nell'ambito dell'Europol.
Per svolgere le sue funzioni, l'Europol gestisce un sistema elettronico d'informazione, che viene alimentato direttamente dagli Stati membri ed è direttamente accessibile alla consultazione delle unità nazionali, degli ufficiali di collegamento, del direttore, dei vicedirettori e degli agenti dell'Europol debitamente autorizzati.
Oltre ai dati di carattere non personale, possono figurare in tale sistema d'informazione dati di carattere personale. Tutti gli archivi automatizzati contenenti dati di carattere personale devono formare oggetto di una decisione costitutiva da parte dell'Europol, per la quale è richiesta l'approvazione del consiglio di amministrazione. I dati di carattere personale attinti dal sistema d'informazione possono essere trasmessi o utilizzati soltanto dai servizi competenti degli Stati membri allo scopo di prevenire e combattere la criminalità nella sfera di competenza dell'Europol e le altre gravi forme di criminalità.
Chiunque desideri accedere ai dati memorizzati presso l'Europol che lo riguardano, può presentarne domanda, a titolo gratuito, in uno Stato membro di sua scelta, all'autorità nazionale competente, la quale la sottopone all'Europol e avvisa il richiedente che questo gli risponderà direttamente. Ogni persona ha il diritto di chiedere all'Europol la rettifica o la cancellazione di dati errati che lo riguardano.
È istituita un'autorità comune di controllo, indipendente, incaricata di vigilare sull'attività dell'Europol per accertarsi che la memorizzazione, il trattamento e l'impiego dei dati in possesso dei servizi dell'Europol non ledano i diritti delle persone.

## Organizzazione
Gli organi dell'Europol sono:

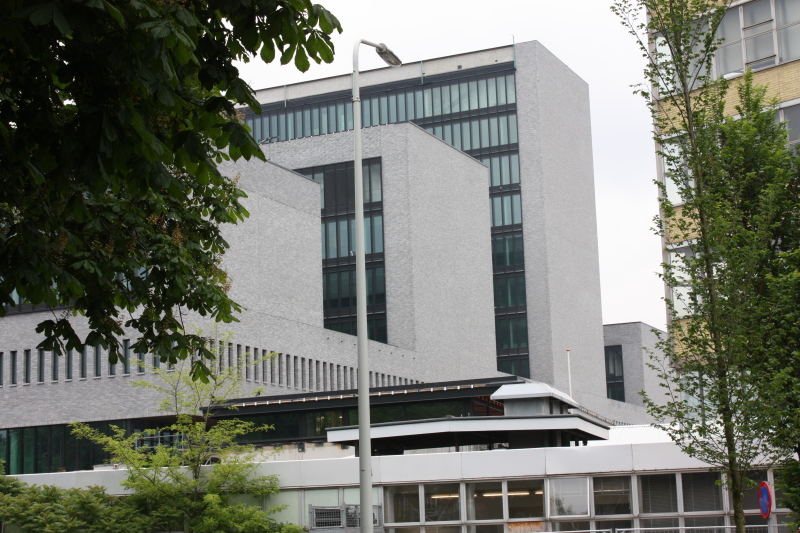
La sede dell'Europol all'Aia, Paesi Bassi

- il consiglio di amministrazione, composto da un rappresentante di ciascuno Stato membro. La presidenza del consiglio di amministrazione è assunta dal rappresentante dello Stato membro che esercita la presidenza del Consiglio;
- il direttore, nominato dal consiglio per un periodo di quattro anni, rinnovabile una volta. La nomina del direttore e dei vicedirettori può essere revocata previo parere del consiglio di amministrazione;
- il controllore finanziario, nominato all'unanimità dal consiglio di amministrazione e responsabile dinanzi a esso;
- il comitato finanziario, composto da un rappresentante di ciascuno Stato membro.
- Il bilancio è finanziato dai contributi degli Stati membri e da altre entrate occasionali. I conti riguardanti tutte le entrate e le spese iscritte nel bilancio e il bilancio stesso degli attivi e passivi dell'Europol sono sottoposti a revisione annuale. La revisione dei conti viene effettuata da un comitato di controllo, composto di tre membri designati dalla Corte dei conti europea.

Ogni Stato membro è responsabile dei danni causati a una persona in seguito a dati contenenti errori di diritto o di fatto, memorizzati o trattati presso l'Europol. La persona lesa può chiedere un risarcimento promuovendo un'azione legale esclusivamente nei confronti dello Stato membro nel quale si è verificato il danno.
In seguito all'entrata in vigore della convenzione, per consentire la creazione dell'Ufficio europeo di polizia sono state adottate varie misure, riguardanti i diritti e i doveri degli ufficiali di collegamento, le disposizioni di applicazione per gli archivi, il regolamento interno dell'autorità comune di controllo, lo statuto del personale, la normativa per la salvaguardia della segretezza, il regolamento finanziario, l'accordo relativo alla sede, il protocollo sui privilegi e sulle immunità e gli accordi sui privilegi e sulle immunità degli ufficiali di collegamento.
In tal modo, l'Europol ha potuto iniziare le proprie attività il 1º luglio 1999, sostituendo da quella data l'unità Droghe di Europol costituita provvisoriamente nel 1995.
La convenzione in oggetto è aperta all'adesione di ogni Stato che divenga membro dell'Unione europea.

## Riferimenti normativi
- Regolamento (UE) 2016/794 del Parlamento europeo e del Consiglio, dell'11 maggio 2016, che istituisce l'Agenzia dell'Unione europea per la cooperazione nell'attività di contrasto (Europol) e sostituisce e abroga le decisioni del Consiglio 2009/371/GAI, 2009/934/GAI, 2009/935/GAI, 2009/936/GAI e 2009/968/GAI.